# Emerging Producers

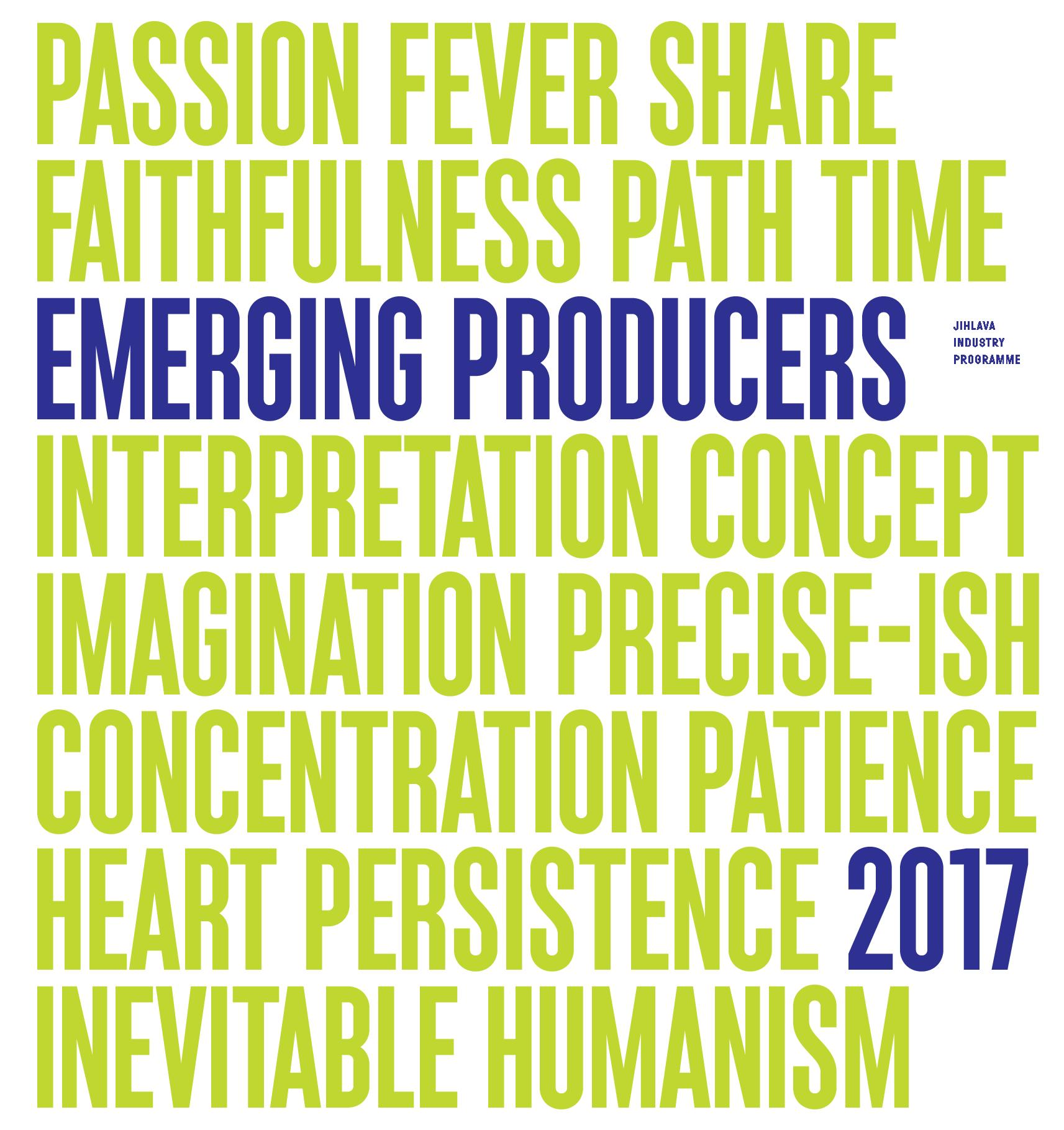
Titulní strana katalogu Emerging Producers 2017

Emerging Producers je vzdělávací a propagační workshop, organizovaný od roku 2012 Mezinárodním festivalem dokumentárních filmů Ji.hlava. Projekt je zaměřen na podporu talentovaných evropských producentů dokumentárních filmů, kterým pomáhá s orientací na filmovém trhu, vytváří prostor pro koprodukce a zprostředkovává kontakt s filmovými profesionály z České republiky i ze zahraničí. Jedná se o jediný program svého druhu v Evropě, který je zaměřený na producenty dokumentárních filmů.
Do projektu je každoročně vybráno 18 producentů dokumentárních filmů z Evropy a jedné vybrané mimoevropské země (pro rok 2019 je to Chile, pro rok 2020 Tchaj-wan). Workshop má dvě části - první se koná na konci října v Jihlavě v rámci MFDF Ji.hlava a v únoru následujícího roku v Berlíně. Termín přihlašování účastníků k projektu je konec března (např. pro účast v Emerging Producers 2021 to bude do 15. března 2020).
Mezi tutory workshopu byli v minulosti zkušení filmoví profesionálové, jako například Amra Bakšić Ćamo, Heino Deckert, Paolo Benzi, Irena Taskovski, Luciano Barisone, Peter Jäger, Sibyl Kurz, Rebecca O'Brien. Celkem již projekt představil 146 začínajících producentů ze 41 zemí, přičemž mnozí z nich se etablovali jako úspěšní filmoví profesionálové. Ke každému ročníku Emerging Producers vzniká unikátní katalog, jehož grafickou stránku vytváří renomovaný český grafik Juraj Horváth.[nedostupný zdroj]